# 3789 Zhongguo
3789 Zhongguo este un asteroid din centura principală, descoperit pe 25 octombrie 1928 de Zhang Yuzhe.